# Ferrari D246
Ferrari Dino 246 byl vůz formule 1 týmu Scuderia Ferrari, který závodil v mistrovství světa v letech 1958 až 1960. V sezóně 1958 se s ním stal Mike Hawthorn, tovární jezdec Ferrari, mistrem světa.